# UFC Fight Night: Ortega vs. The Korean Zombie
UFC Fight Night: Ortega vs. The Korean Zombie (también conocido como UFC Fight Night 180, UFC on ESPN+ 38 y UFC Fight Island 6) fue un evento de artes marciales mixtas producido por Ultimate Fighting Championship que tuvo lugar el 18 de octubre de 2020 en el du Fórum de la isla de Yas, en Abu Dhabi, Emiratos Árabes Unidos.

## Antecedentes
Sin la presencia de aficionados, la promoción no tuvo que tener en cuenta el horario local del evento, por lo que el plan fue proceder con el horario normal de las horas de máxima audiencia en la costa este de Norteamérica. El cartel principal estaba programado para comenzar a las 3:00 a. m. (18 de octubre) hora local en Abu Dhabi, con un cartel preliminar completo que comenzaría aproximadamente a las 12:00 a. m. hora del Golfo.
El combate de Peso Pluma entre los ex aspirantes al Campeonato de Peso Pluma de la UFC, Brian Ortega y Jung Chan-sung, fue el plato fuerte del evento. El dúo estaba previamente programado para el evento principal de UFC Fight Night: Edgar vs. The Korean Zombie en diciembre de 2019. Sin embargo, Ortega se retiró de la pelea con una lesión en la rodilla y fue reemplazado por el ex Campeón de Peso Ligero de UFC Frankie Edgar.
Un combate de Peso Mosca Femenino entre la ex Campeona de Peso Paja de la UFC, Jéssica Andrade, y la ex aspirante al Campeonato de Peso Mosca Femenino de la UFC, Jessica Eye, fue brevemente vinculado al evento. Sin embargo, el emparejamiento nunca se materializó debido a las persistentes lesiones de Eye. En su lugar, Andrade se enfrentó a otra ex aspirante al título de Peso Mosca, Katlyn Chookagian.
Se esperaba un combate de Peso Pesado entre Ciryl Gane y Shamil Abdurakhimov en este evento. El emparejamiento estaba programado originalmente para UFC 249, pero Gane se vio obligado a retirarse del evento tras sufrir un neumotórax en el entrenamiento. Posteriormente, el emparejamiento fue reprogramado y cancelado en otras tres ocasiones por diversos motivos. Primero en UFC 251, luego brevemente para UFC 253 y UFC Fight Night: Covington vs. Woodley. El combate volvió a fracasar porque Abdurakhimov se retiró por razones no reveladas el 28 de septiembre y se esperaba que Gane se enfrentara al recién llegado a la promoción Ante Delija. Sin embargo, ese combate también se canceló el 14 de octubre debido a problemas contractuales con Delija, aparentemente relacionados con su anterior acuerdo con la PFL.
Estaba previsto un combate de peso ligero entre Renato Moicano y Magomed Mustafaev, pero Moicano se retiró el 15 de septiembre por motivos personales. Fue sustituido por el ex Campeón de Peso Pluma y Ligero de la KSW Mateusz Gamrot. A su vez, Mustafaev se retiró a principios de octubre por razones no reveladas. En su lugar, Gamrot se enfrentó a otro recién llegado a la promoción, Guram Kutateladze.
El combate de Peso Semipesado entre Volkan Oezdemir, ex retador del Campeonato de Peso Semipesado de la UFC, y Nikita Krylov estuvo brevemente vinculado al evento. Sin embargo, Oezdemir se retiró del combate a principios de octubre alegando una lesión de rodilla. No se pudo encontrar un sustituto y Krylov fue retirado de la tarjeta.
Se esperaba que Muslim Salikhov se enfrentara a Cláudio Silva en un combate de Peso Wélter en el evento. Sin embargo, el 4 de octubre se anunció que Salikhov se retiró por razones no reveladas y fue sustituido por James Krause.
Un combate de peso medio entre Krzysztof Jotko y Makhmud Muradov estuvo brevemente programado para este evento, antes de ser trasladado dos semanas después a UFC Fight Night: Hall vs. Silva.
Se esperaba que Mounir Lazzez se enfrentara a David Zawada en un combate de Peso Wélter en el evento. Sin embargo, el 6 de octubre se informó de que Lazzez había dado positivo por COVID-19 y no competiría. A su vez, Zawada fue retirado de la tarjeta.

## Premios de bonificación
Los siguientes luchadores recibieron bonificaciones de $50000 dólares.
- Pelea de la Noche: Guram Kutateladze vs. Mateusz Gamrot
- Actuación de la Noche: Jéssica Andrade y Jimmy Crute